# Diopecephalus
Diopecephalus (il cui nome, probabilmente, significa "vedere attraverso la testa") è un genere estinto di pterosauro pterodactyloide vissuto nel Giurassico superiore, circa 150 milioni di anni fa (Titoniano), in quelli che oggi sono i Calcari di Solnhofen, in Baviera, Germania. Il genere contiene una singola specie, ossia D. kochi, originariamente descritta come una specie di Pterodactylus, sotto il nome di P. longicollum, con longicollum erroneamente elencato come specie tipo.

## Storia e denominazione

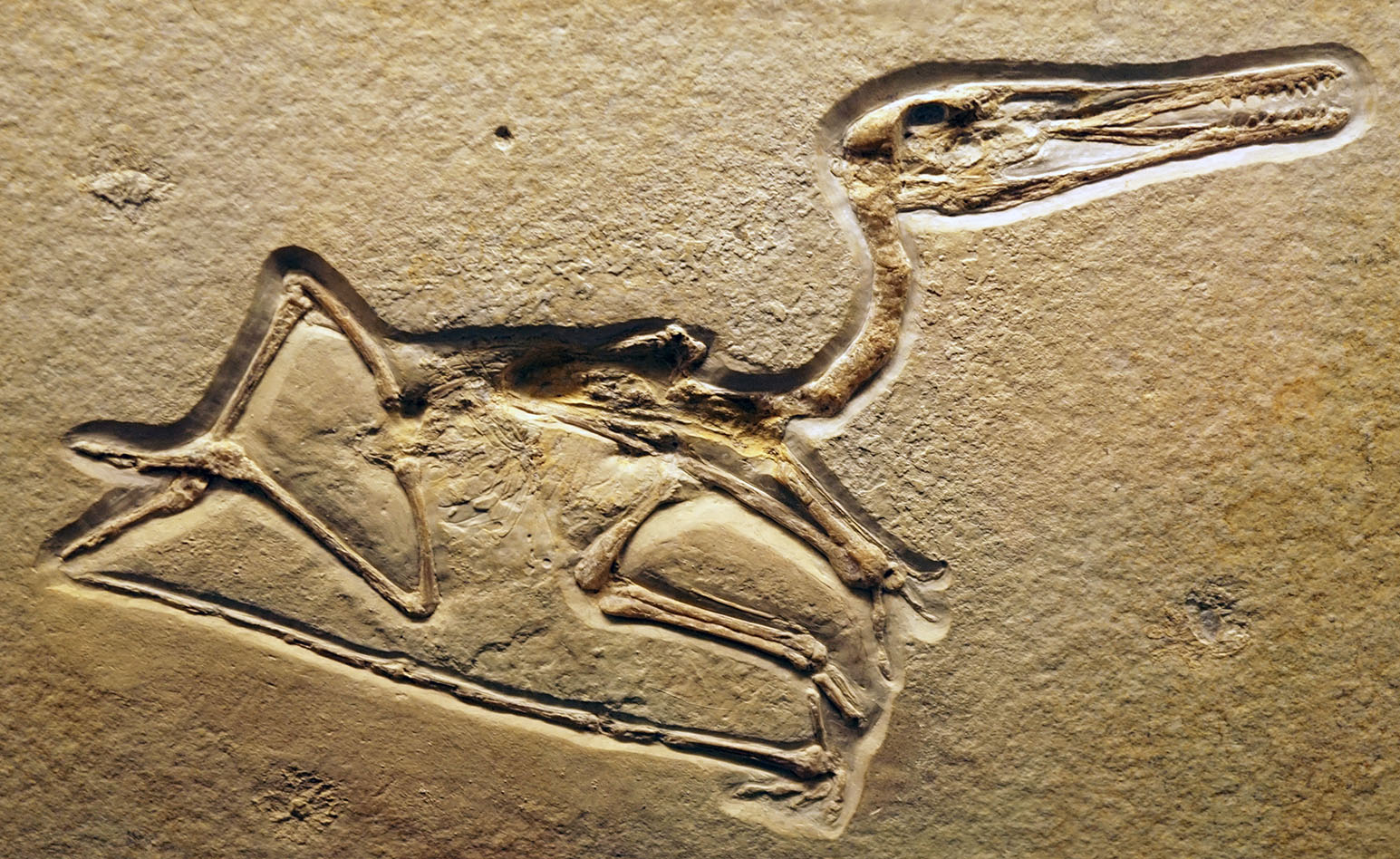
Fossile all'Augsburg Naturmuseum.

Nel 1837, Johann Andreas Wagner nominò una nuova specie di Pterodactylus, ossia P. kochi, rinvenuta all'interno dei Calcari di Solnhofen, in Germania. L'esemplare originale è rappresentato da uno scheletro di un esemplare giovane articolato e quasi completo. Negli anni successivi diversi altri esemplari, soprattutto giovani, vennero attribuiti a questa specie. Nel 1871, Harry Govier Seeley nominò un nuovo genere per questa specie, ossia Diopecephalus, inserendo le specie Pterodactylus cristatus e Pterodactylus longicollum all'interno del genere appena creato, sebbene oggi siano gli esemplari tipo, rispettivamente, di Germanodactylus e Ardeadactylus. Il genere Diopecephalus venne nominato principalmente anche per contenere tutti gli pterosauri che possedevano una narice unita e una fenestra anterorbitale. Tuttavia, oggi questa caratteristica è presente in tutti gli pterodactyloidi dalla coda corta, e nei Wukongopteridae.
Seeley non fornì un'etimologia per Diopecephalus, il che era una pratica comune all'epoca della sua pubblicazione. Il nome Diopecephalus, probabilmente, si traduce come "vedere attraverso la testa", derivando dalla parola greca diapao ossia "vedere attraverso" e kephali ossia "testa". Se ciò rappresentasse la sua corretta etimologia, potrebbe essere un riferimento alla grande fenestra anterorbitale presente nel cranio dell'olotipo di D. kochi. 
Il Diepecephalus è molto simile alla specie contemporanea Pterodactylus antiquus. In effetti, molti specialisti di pterosauri considerano D. kochi come una specie del genere Pterodactylus, o come sinonimo della specie tipo Pterodactylus antiquus. La maggior parte degli esemplari che una volta si pensava appartenessero a D. kochi si sono infine rivelati esemplari giovani di Pterodactylus, Ctenochasma, Germanodactylus e altri pterodactyloidi.
Tuttavia, nel 2014 e nel 2017 Steven Vidovic e David Martill hanno riesumato il genere Diopecephalus per diversi motivi. Innanzitutto, notarono che l'olotipo e alcuni altri campioni riferiti a Diopecephalus hanno proporzioni che differiscono da Pterodactylus. In Diopecephalus ci sono processi ossei più lunghi sulle sue vertebre cervicali, ossa delle mani meno robuste e un prepube più robusto con una lama distale più ampia. In secondo luogo, quando Pterodactylus antiquus e Diopecephalus kochi sono stati entrambi inclusi in un'analisi filogenetica di pterosauri, Vidovic e Martill hanno scoperto che fanno in realtà parte di diversi lignaggi. Diopecephalus è stato collocato come il membro più basale della linea Ctenochasmatoidea, mentre Pterodactylus viene collocato come pterodactyloide basale fuori del lignaggio compreso tra gli ctenochasmatoidi, gli ornithocheiroidi e gli azhdarchoidi. Inoltre, Vidovic e Martill hanno scoperto che le due specie di Germanodactylus non erano imparentate ai ctenochasmatoidi come in molte altre analisi filogenetiche, ma facevano invece parte del vasto lignaggio azhdarchoide, vicino ai dsungaripteridi. Tuttavia, saranno necessarie un ulteriori lavori per convalidare D. kochi come un vero taxon e non un sinonimo di P. antiquus.

### Sinonimi e assegnazioni improprie
Come molti pterosauri, anche Diopecephalus ha avuto una tassonomia piuttosto confusa, data dalle varie autorità che lo hanno identificano con altri quattro generi:
- Pterodactylus longicollum (von Meyer 1854)
- Pterodactylus vulturinus (Wagner 1857)
- Pterodactylus longicollis (Wagner 1858)
- Pterodactylus suevicus (Fraas 1878)
- Cycnorhamphus fraasii (Seeley 1891)
- Pterodactylus frassi (Seeley 1901)
- Gallodactylus longicollum (Fabre 1974)
- Ornithocephalus longipes (Olshevsky 1978) (Ornithocephalus è un nome obsoleto per Pterodactylus)
- Ornithocephalus vulturinus (Olshevsky 1978) (Ornithocephalus è un nome obsoleto per Pterodactylus)

## Paleoecologia
All'epoca di Diopecephalus, circa 150 milioni di anni fa, gran parte dell'Europa era sommersa da un basso mare tropicale. Vi erano numerose isole basse e dal clima arido formando un tropicale arcipelago, popolato da numerose specie di pterosauri, così come dall'avialae Archaeopteryx. Il Diopecephalus, probabilmente, viveva e cacciava lungo le coste, alla ricerca di piccole prede.